# Francesco Rosselli
Francesco Rosselli, també conegut com a Roselli, Rossello, Rousel, i Rusello (nascut al voltant de 1510 i mort per l'any 1577) fou un compositor italià del Renaixement.
Fou mestre de capella de Sant Pere, a Roma, el 1548, i mestre d'infants cantors de la Cappella Giulia. Es jubilà el 1550. Va compondre un gran nombre de motets i d'altra música d'església, que es conserven en manuscrit. S'han publicat d'aquest autor, molt famós en el seu temps, dos llibres de madrigals a cinc veus, una altra a quatre veus; Chansons nouvelles, a quatre i sis veus (París, 1577), i diversos madrigals i cançons incloses en un quadern d'obres d'autors de l'època.